# 墨西哥航天局

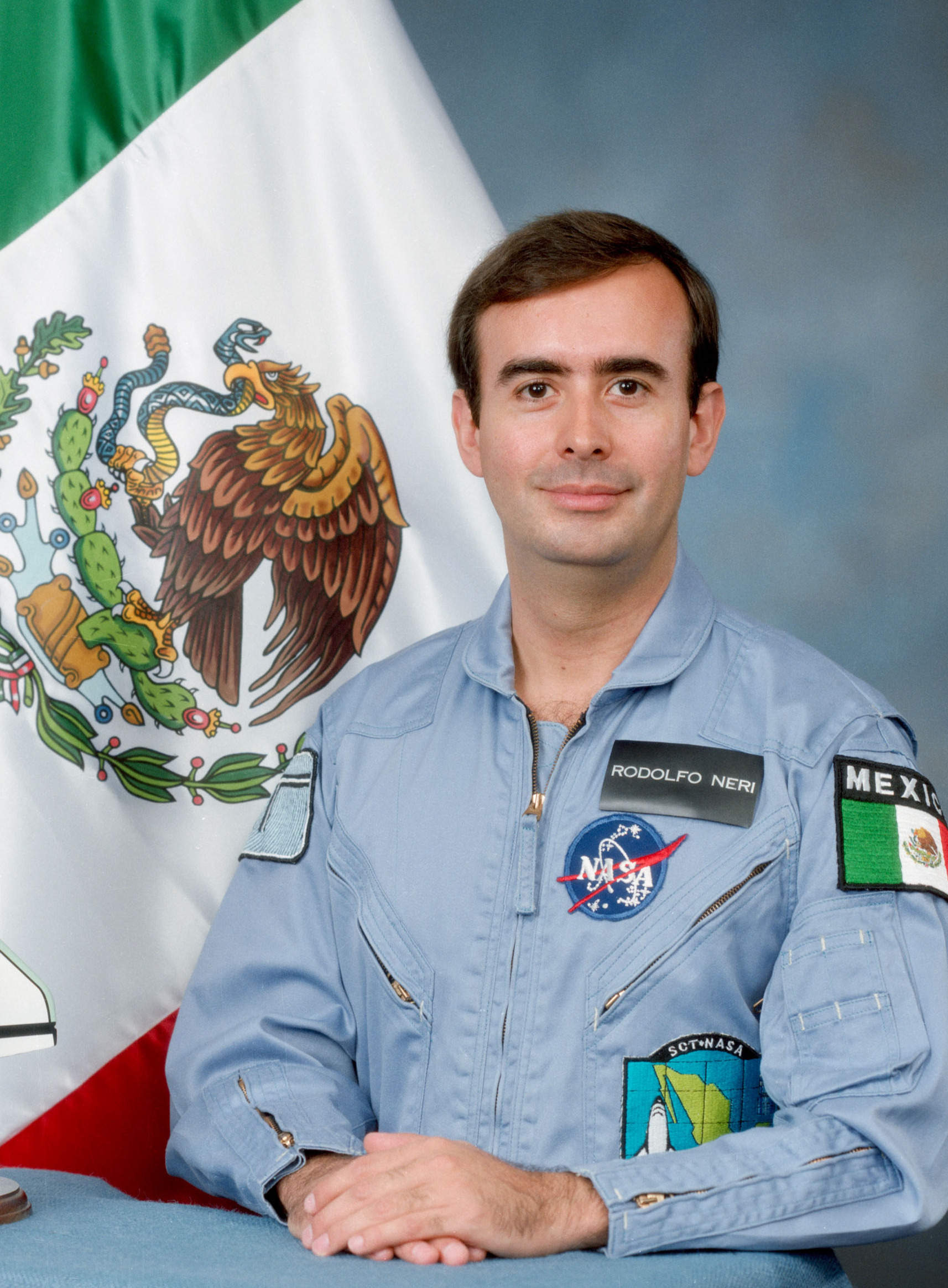

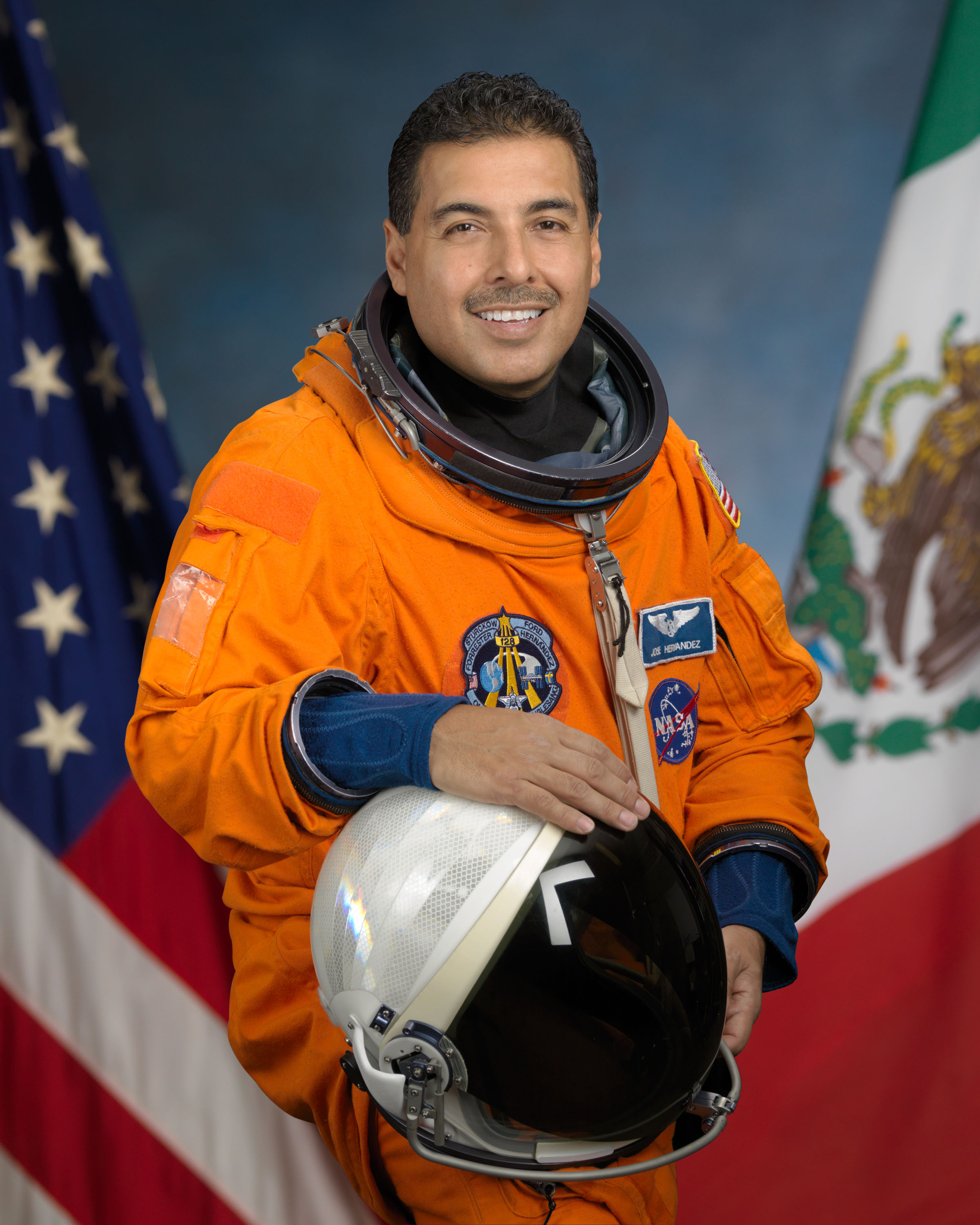

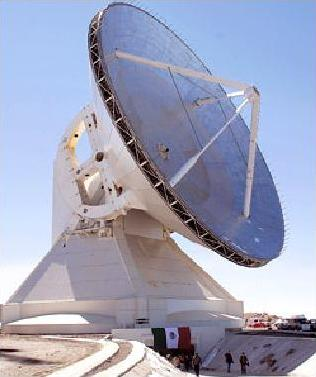

墨西哥航天局（西班牙語：Agencia Espacial Mexicana，简称AEM）是墨西哥的国家航天机构，成立于2010年7月。该机构不设基础研究设施，旨在促进和协调与空间有关的教育、研究和开发活动在该国的运行。

## 历史
机构的直接前身是国家对外空间委员会（CONEE），该办公室是根据总统令于1962年8月31日创建的，隶属于交通运输秘书处，该办公室1962年至1976年进行了火箭、电信和大气研究等实验，并在1977年11月3日由总统令解散。

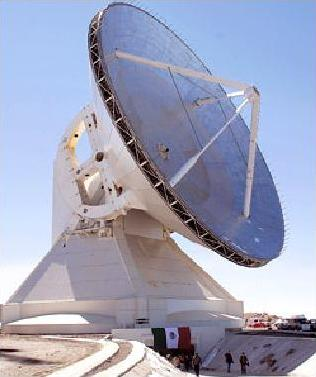
墨西哥的大型毫米波望远镜

创立墨西哥航天局的法律由总统费利佩·卡尔德龙于2010年7月30日发布，并于2010年7月31日生效。机构的第一个理事会于2010年9月7日成立，理事会与太空方面的专家共同组织了一系列论坛，概述了太空政策，并于2011年7月13日发布，2011年11月1日，弗朗西斯科·哈维尔·门迪埃塔·吉梅内斯被任命为总干事。